# 易贡紫柄蕨
易贡紫柄蕨（学名：Pseudophegopteris yigongensis）为金星蕨科紫柄蕨属下的一个种。

## 扩展阅读
- 維基物種上的相關：易贡紫柄蕨